# 博爾頓 (密西西比州)
博爾頓（英語：Bolton）是位於美國密西西比州海恩茲縣的城鎮。

## 人口
根據2020年美國人口普查的數據，博爾頓的面積為3.93平方千米，皆為陸地。當地共有人口441人，而人口密度為每平方千米112人。